# Michael Kohtes
Michael Kohtes (* 1959 auf Gut Rosauel, Gemeinde Wahlscheid) ist ein deutscher Essayist, Lyriker, Journalist und Literaturkritiker. In seinen Büchern beschäftigt er sich mit zivilisatorischen und existenziellen Grenzüberschreitungen wie Drogenrausch, Boxkampf oder Glücksspiel.
Michael Kohtes studierte Geschichte und Germanistik in Bonn, Paris und Zürich. Er absolvierte ein Volontariat beim WDR in Köln, wo er seitdem Redakteur und Moderator im Kulturradio WDR 3 ist. Neben Büchern schreibt er Beiträge für Literaturzeitschriften, Anthologien, Wochen- und Tageszeitungen. Zusammen mit Adrian Winkler erhielt er 2015 in der Kategorie „Bestes Interview“ den Deutschen Radiopreis für eines der letzten Interviews mit Fritz J. Raddatz in der Sendereihe „Zeichen und Wunder“.

## Werke
- Der Rausch in Worten. Ein Essay (mit Kai Ritzmann) Jonas Verlag, Marburg 1987, ISBN 3-922561-62-4
- Hysterie und Beschwichtigung. Ausgewählte Gedichte 1984–1990 (Zeitzünder 5) Orte-Verlag, Zürich 1990, ISBN 3-85830-056-X
- Nachtleben. Topographie des Lasters. Insel Verlag, Frankfurt am Main und Leipzig 1994, ISBN 3-458-16614-9
- Literarische Abenteurer. Dreizehn Portraits. Suhrkamp, Frankfurt am Main 1996, ISBN 3-518-39012-0
- Boxen. Eine Faustschrift. Suhrkamp, Frankfurt am Main 1999, ISBN 3-518-39514-9
- Va Banque. Über Glücksspieler und Spielerglück. Transit, Berlin 2009, ISBN 978-3-88747-239-9
- 365 Tage. Ansichten von K. Greven Verlag, Köln 2012, ISBN 978-3-7743-0600-4

### Als Herausgeber
- Jean Rhys: Ein Abend in der Stadt. Kiepenheuer und Witsch, Köln 1990, ISBN 3-462-02028-5
- Dichter am Äther. Schriftsteller über das Radio. Grupello Verlag, Düsseldorf 2006, ISBN 3-89978-052-3